# Disposta a tutto (film 1977)
Disposta a tutto è un film del 1977 scritto e diretto da Giorgio Stegani.

## Trama
Anna, dolce e ingenua ventenne, s'innamora di Marco, un facoltoso ingegnere più grande di lei e fatalmente si vota a lui anima e, soprattutto, corpo. Per Marco, Anna è disposta a tutto, tanto da lasciarsi coinvolgere in un gioco pericoloso, fatto di sottili piaceri sado-masochistici, di attrazioni e repulsioni attraverso le quali però Anna crescerà e diventerà donna. 
 Quando resta incinta, tenendolo all'oscuro, decide di recarsi a Venezia ad abortire come vuole lui. L'esperienza però è traumatica e Anna capisce di dovere uscire da quella situazione, trasformandosi da pedina consenziente a dominatrice della situazione.